# Os Dias Eram Assim (telenovela)
Os Dias Eram Assim (en español: Los Días Eran Así) es una telenovela brasileña producida y emitida por Rede Globo. Se estrenó el 17 de abril de 2017 y finalizó el 18 de setiembre del mismo año. Es la primera novela anunciada y exhibida como "superserie" - una obra dramatúrgica similar a las novelas pero con formato de serie en la franja de las 23 horas del canal, siendo que hasta Liberdade, Liberdade era denominada como "novela de las once".

## Sinopsis
La historia comienza el 21 de junio de 1970, fecha del final de la Copa del Mundo, que Brasil gana. En medio de las celebraciones hay un contraste político y social, promovido por la dictadura militar, donde Alice (Sophie Charlotte) y Renato (Renato Góes) se encuentran y comienzan una historia de amor que dura casi 20 años, pasando por varios eventos históricos hasta las Directas Ya. .
El doctor Renato es el hijo mayor de Vera (Cássia Kis), propietaria de la librería en Copacabana y tiene dos hermanos: Gustav (Gabriel Leona), que sale en las calles en busca de libertad, y Maria (Carla Salle), que utiliza en el sentido de la expresión y la manifestación.
Criada en una familia conservadora, Alice, una estudiante de Idiomas, es la hija de Arnaldo (Antonio Calloni), un contratista y partidario de la dictadura que trabaja para el gobierno, y Kiki (Natália do Vale), que siempre están en conflicto: Arnaldo Siempre culpa a Kiki por la naturaleza rebelde de su hija. Alice va en contra de los deseos de sus padres y deja a su novio Vitor (Daniel de Oliveira), la mano derecha de su padre.
Enfurecido por la negativa de Alicia a casarse con él, Vitor acusa a Renato de subversión, lo que lo obliga a exiliarse en Chile. Él espera que Alice lo siga, pero ella termina por no ir. Allí, Renato se encuentra con Rimena (Maria Casadevall), una doctora, con quien tiene mucho en común. Después de la ley de amnistía en 1979, Renato regresa a Brasil, donde se encuentra con Alice nuevamente y resurgen los viejos sentimientos.

## Elenco
| Actor/Actriz        | Personaje                        |
| ------------------- | -------------------------------- |
| Sophie Charlotte    | Alice Sampaio Pereira            |
| Renato Góes         | Renato Reis                      |
| Daniel de Oliveira  | Vitor Dumonte                    |
| Gabriel Leone       | Gustavo Reis                     |
| Maria Casadevall    | Rimena Garcia                    |
| Susana Vieira       | Cora Dumonte                     |
| Natália do Vale     | Quitéria Sampaio Pereira (Kiki)  |
| Cássia Kis Magro    | Vera Reis                        |
| Marcos Palmeira     | Toni Sampaio Pereira             |
| Letícia Spiller     | Monique Sampaio                  |
| Marco Ricca         | Olavo Amaral                     |
| Carla Salle         | Maria Reis                       |
| Maurício Destri     | León                             |
| Bárbara Reis        | Cátia Andrade                    |
| Mariana Lima        | Natália Andrade                  |
| Julia Dalavia       | Fernanda Sampaio Pereira (Nanda) |
| Felipe Simas        | Caique Sampaio                   |
| Cyria Coentro       | Laura Garcia                     |
| Bukassa Kabengele   | Josias Andrade                   |
| Izak Dahora         | Domingos                         |
| Maureen Miranda     | Dolores Santana                  |
| Ricardo Blat        | Sandoval Freitas                 |
| Júlio Machado       | Marcos                           |
| Xande Valois        | Lucas                            |
| André Garolli       | Padre Nuno                       |
| Ana Miranda         | Dalva                            |
| Nando Rodrigues     | Hugo Cabral                      |
| Maria Assunção      | Socorro das Neves                |
| Konstantinos Sarris | Rudá                             |
| Juliane Araújo      | Ive Batista                      |
| Rose Abdallah       |                                  |
| Luca de Castro      |                                  |
| Thales Coutinho     |                                  |
| Mário Mendes        | Jeremias Vidal                   |
| Isabella Koppel     | Gabriela                         |
| Kiria Malheiros     | Esperança                        |
| Matheus Dantas      |                                  |
| Bruno Balthazar     |                                  |
| Gustavo Damascena   |                                  |
| Alexandre Monfati   |                                  |

### Participaciones
| Actor/Actriz           | Personaje               |
| ---------------------- | ----------------------- |
| Antonio Calloni        | Arnaldo Sampaio Pereira |
| Caio Blat              | Túlio Menezes           |
| Alfredo Castro         | Hernando Garcia         |
| Julianne Trevisol      | Sara                    |
| Letícia Braga          | Fernanda (joven)        |
| Alexandre Colman       | Caique (joven)          |
| Luiz Felipe Melo       | Valentim (joven)        |
| Maria Carolina Basilio | Gabriela (joven)        |
| Pedro Pupak            | Lucas (joven)           |
| Bernardo Velasco       | Rudá (joven)            |
| Manu Papera            | Esperança (joven)       |
| Pedro Chagas           | Domingos (joven)        |
| Luz Jiménez            | Luz                     |

## Emisión
Prevista estrenar el 17 de abril de 2017, su primer capítulo fue puesto a disposición para los suscriptores de la Globo Play una semana antes, el 10 de abril.
Históricamente, el primer canal en estrenar internacionalmente la telenovela fue ATBde Bolivia. Luego la exhibieron Paraguay y Guatemala.